# Тернавський Владислав Михайлович
Владисла́в Миха́йлович Тернавський (рос. Владислав Михайлович Тернавский; нар. 2 травня 1969, Київ, Українська РСР, СРСР) — російський футболіст українського походження, захисник. По завершенні ігрової кар'єри — футбольний тренер. Наразі очолює тренерський штаб команди «Витязь» (Подольськ).
Як гравець найбільш відомий виступами за національну збірну Росії на ЧС-1994.

## Клубна кар'єра
Вихованець СДЮШОР «Динамо» (Київ), в якому перебував з 1979 року. Перший тренер — Володимир Онищенко.
У дорослому футболі дебютував 1987 року виступами за «Динамо» (Ірпінь), в якій провів один сезон, взявши участь у 26 матчах чемпіонату.
З 1989 по 1992 рік був у складі «Динамо» (Київ), проте виступав за другу команду, хоча й дебютував за киян в єврокубках в останньому матчі другого групового етапу Кубка чемпіонів 1991—1992 проти празької «Спарти», яку українці виграли з рахунком 1-0, а Тернавський вийшов на поле на 28 хвилині замість травмованого Павла Яковенка.
Протягом усього 1993 року виступав за вищолігову тернопільську «Ниву», після чого перейшов у московський «Спартак» . Протягом 1994 року Тернавський зумів досягти багато, до чого деякі йдуть роками: виступ за найкращий клуб Росії 90-х років та звання чемпіона країни з футболу, виклик у збірну та виступ на Чемпіонаті світу з футболу. За визнанням самого Тернавського, після цього він всю футбольну кар'єру боровся зі штампом «футбольного щасливчика».
Спад у грі Тернавського також припав на 1994 рік — восени позначилася втома, що накопичилася протягом року. Перестав потрапляти в склад після домашньої нічиї з «Баварією», коли спартаківці пропустили гол на останній хвилині. Той м'яч забив Маркус Баббель, а опікав його Тернавський.
На початку наступного року його не взяли на збори «Спартака», і він зважився на перехід в одеський «Чорноморець». У новій команді виступав на правах оренди близько року. Вважаючи, що рівень чемпіонату України не відповідає рівню його гри, він знову српробував знову закріпитися в московському «Спартаку». Однак гравця там не чекали та після двох місяців, проведених у дублі москвичів, прийняв запрошення Сергія Павлова та перейшов у камишинський «Текстильник». У Камишині швидко став гравцем основи і в середині 1996 року знову викликався в збірну Росії.
Потім виступав за низку російських клубів пршого і другого дивізіонів, проте в жодному з них надовго не затримувався.
2002 року приєднався до складу казахського «Іртиша» з Павлодара, з яким в тому ж сезоні став чемпіоном країни, після чого завершив кар'єру.

## Виступи за збірну
Незважаючи на те, що не мав російського паспорту, вирішив виступати за національну збірну Росії, в якій дебютував в офіційних матчах 20 квітня 1994 року у виграному товариському матчі проти збірної Туреччини (1-0).
У складі збірної був учасником чемпіонату світу 1994 року у США, де виходив на поле в двох зустрічах групового етапу: у програному 0:2 збірній Бразилії та переможному 6-1 над Камеруном. Останній матч за збірну зіграв у вересні 1996 року проти збірної Кіпру (4:0).
У загальній кількості у формі головної команди країни 7 матчів.

## Кар'єра тренера
Розпочав тренерську кар'єру, повернувшись до футболу після невеликої перерви, 2007 року, увійшовши до тренерського штабу клубу «Витязь» (Подольськ). У 2010 році ненадовго став її головним тренером, але незабаром знову став асистентом.
18 квітня 2013 року вдруге став головним тренером «Витязя».

## Титули і досягнення
- Чемпіон Росії (1):

«Спартак» (Москва): 1994
- Володар Кубка Росії (1):

«Спартак» (Москва): 1994
- Чемпіон Казахстану (1):

«Іртиш»: 2002

### Індивідуальні
- У списку 33 найкращих футболістів чемпіонату Росії (1) : № 3: 1994